# Microula
- Commons
- Wikispecies

Microula é um gênero de plantas pertencente à família Boraginaceae.